# Snusnäsduk

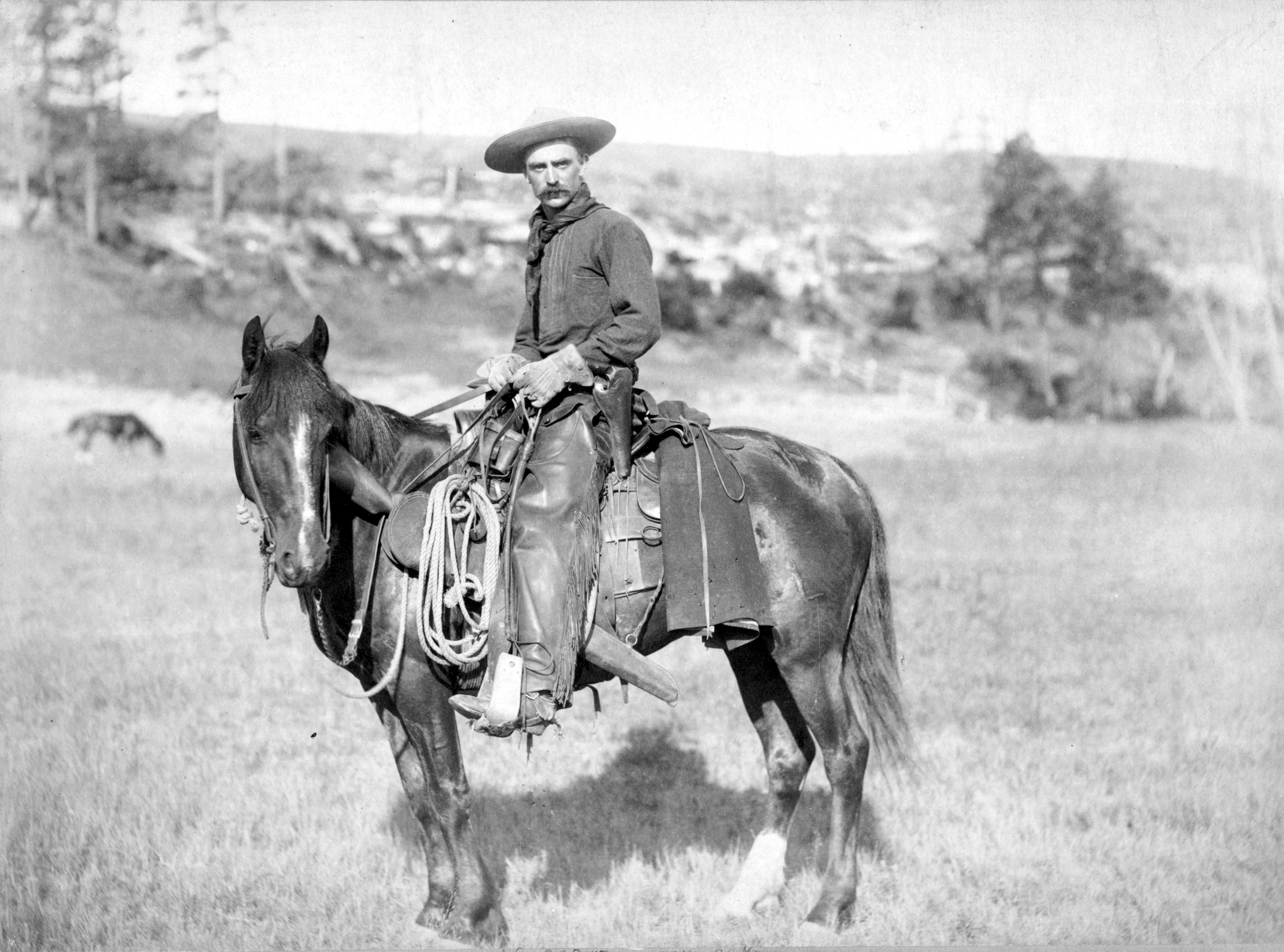
Amerikansk cowboy från 1888 med snusnäsduk.

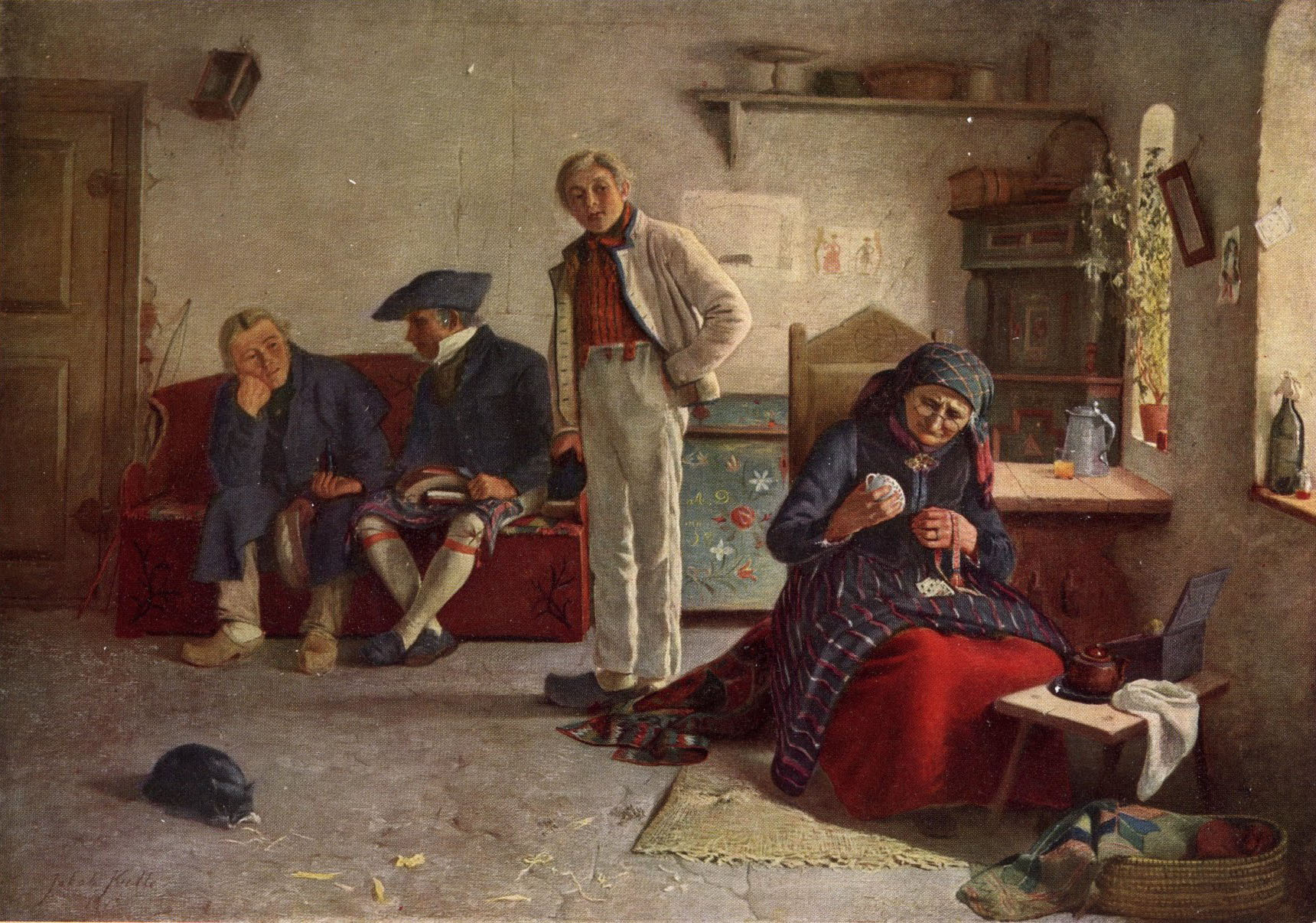
Målning av Jakob Kulle från 1875 där mannen med hatt har lagt en snusnäsduk i knät och dukat upp ett bröd.

Snusnäsduk är en stor, kvadratisk, kulört och ofta mönstrad näsduk, som fått sitt namn för att den ursprungligen användes för att snyta sig i vid bruk av luktsnus.
Det som idag kallas snusnäsduk är känt i Sverige sedan slutet av 1600-talet, då det förekom randiga eller rutiga snusnäsdukar i linne.  Snusnäsduken kan bäras som ett klädesplagg, exempelvis vikt runt halsen som en scarf, som pannband eller som huvudbonad. Som huvudbonad kallas det sjalett, eller internationellt med engelskans "bandana". 
Ett återkommande motiv på snusnäsdukar är paisleymönstret. En typ av snusnäsduk som bärs vikt som en scarf om halsen har bland annat förknippats med amerikanska cowboys, och inom populärkulturen bär ofta banditer i vilda västern dylika scarfer över nederdelen av ansiktet för att dölja sin identitet. 
Scarfer som påminner om snusnäsduken förekommer i en rad olika kulturer och bärs på olika sätt, som den kambodjanska kraman, palestinasjalen, iket på Sundaöarna och do-rag i Nordamerika, där den senare brukas både inom hiphop-kulturen och inom MC-kulturen.  

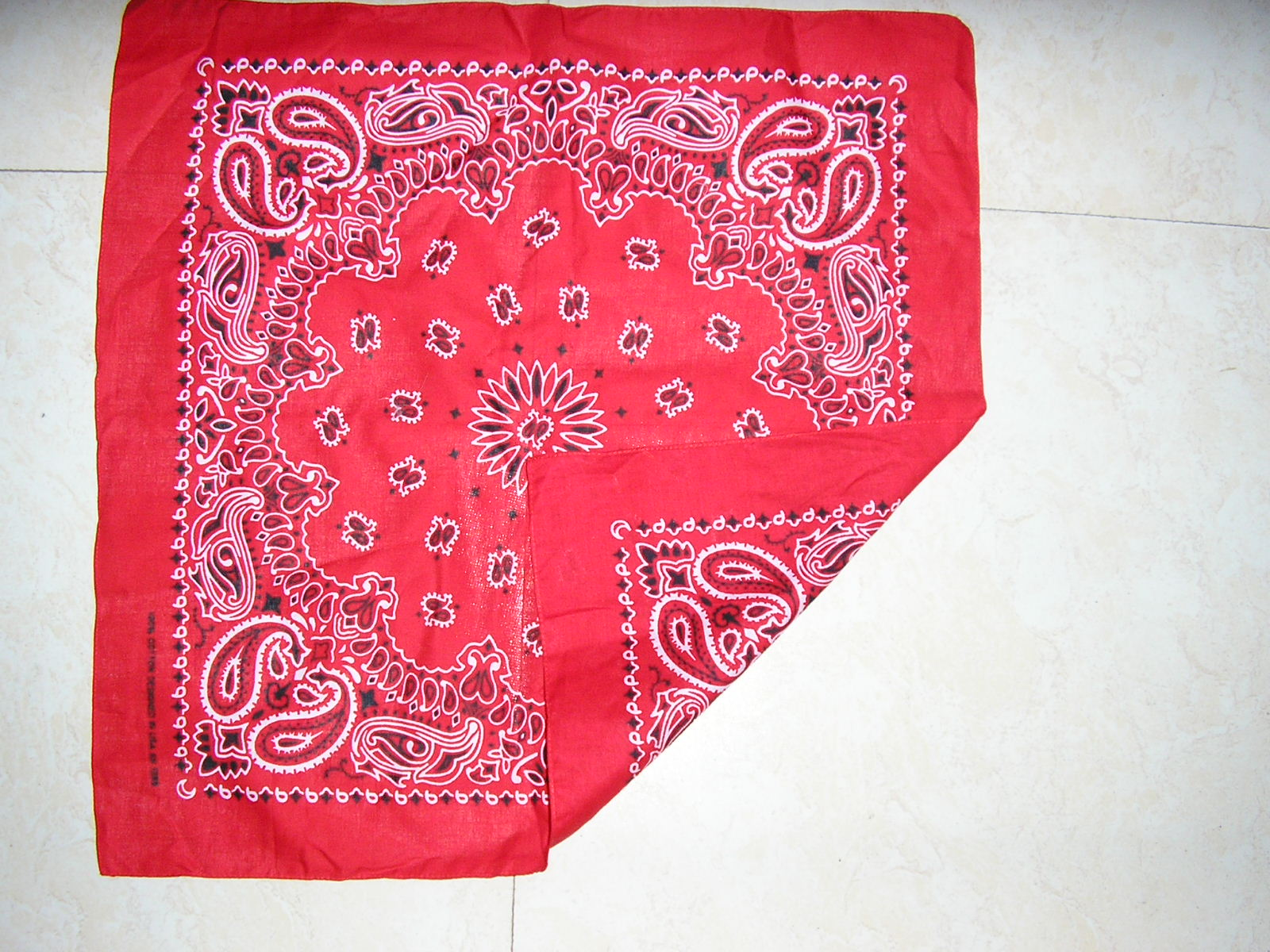
En röd snusnäsduk med paisleymönster
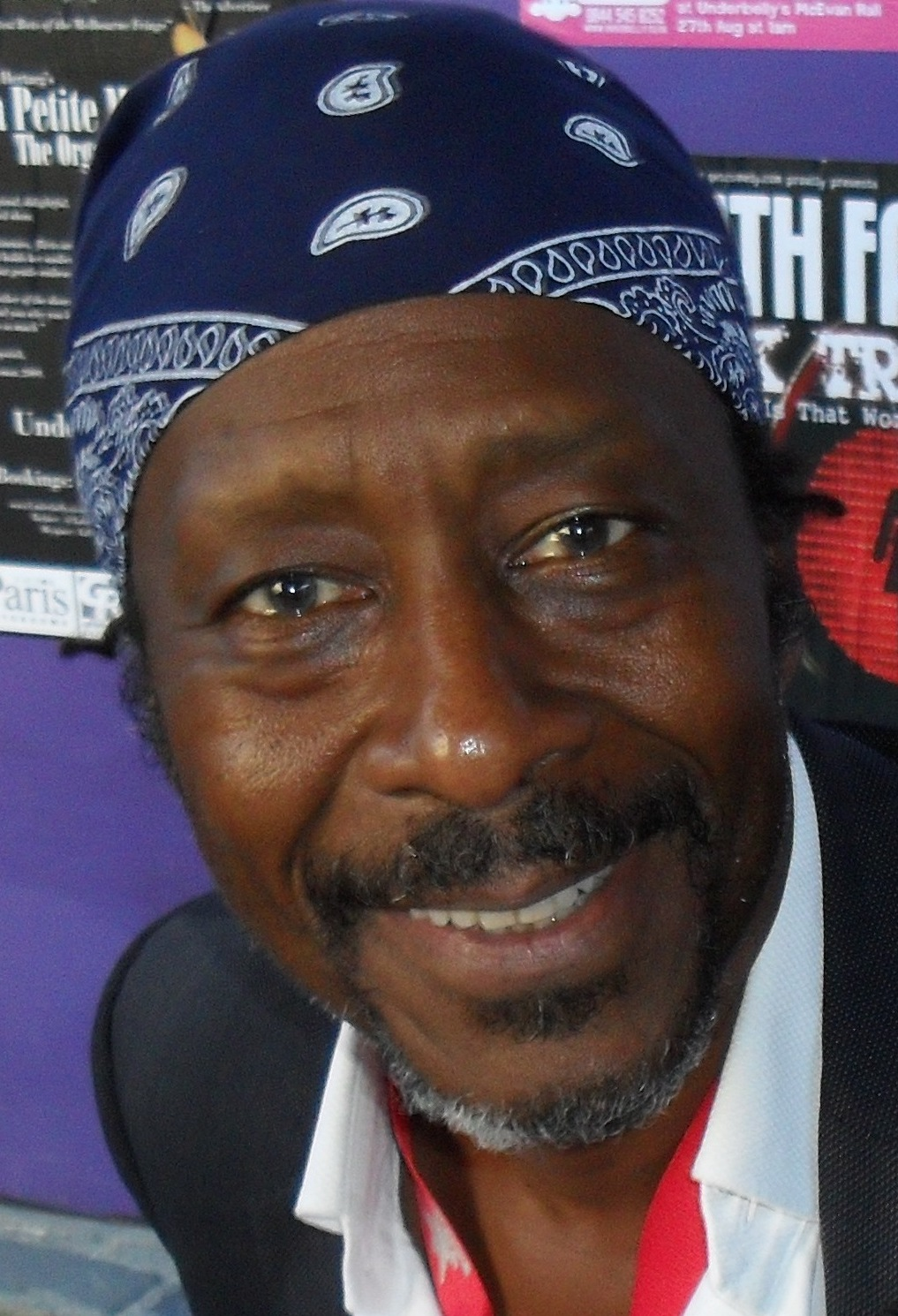
Clarke Peters, 2010.
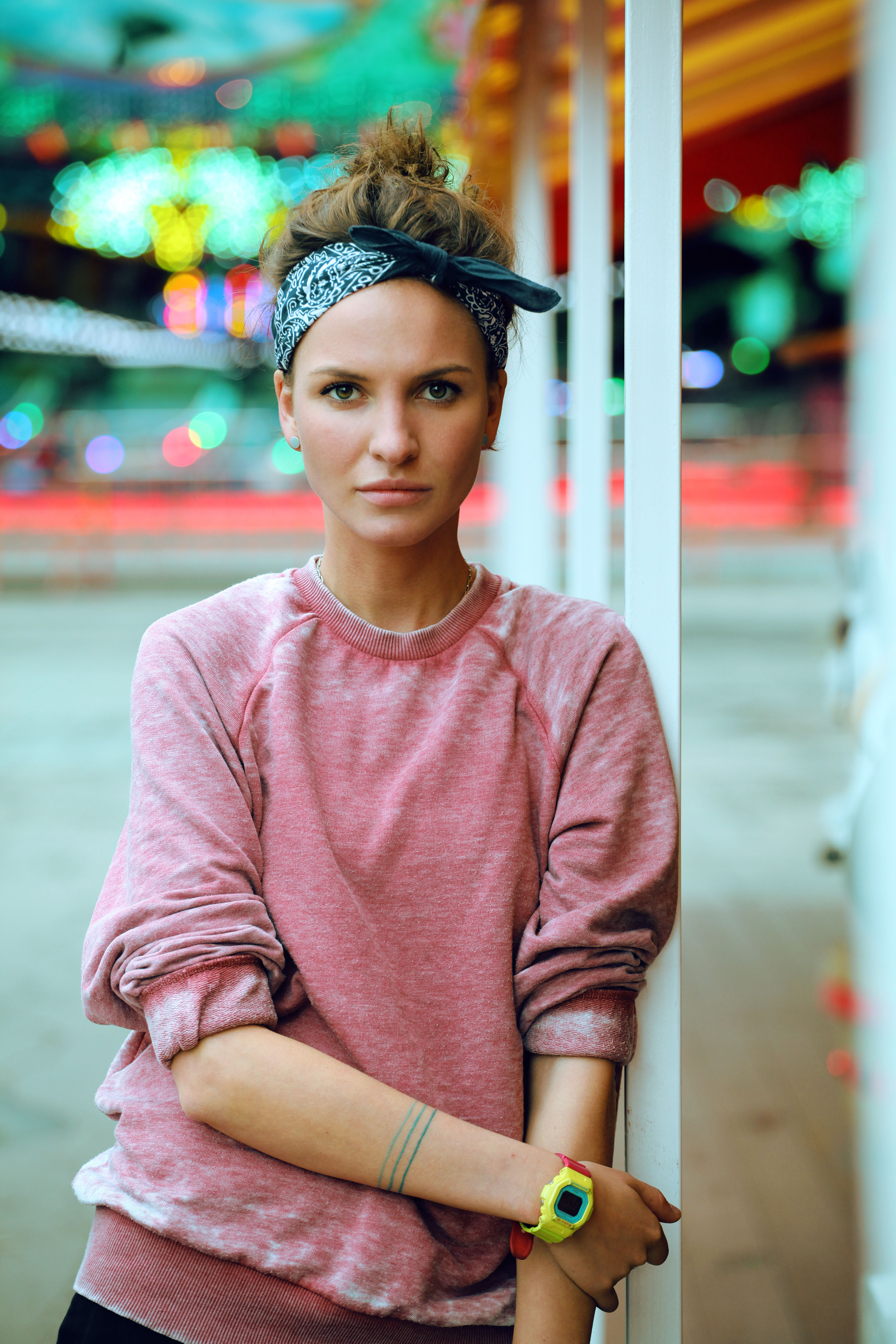
Poeten Ах Астахова med snusnäsduk som pannband.
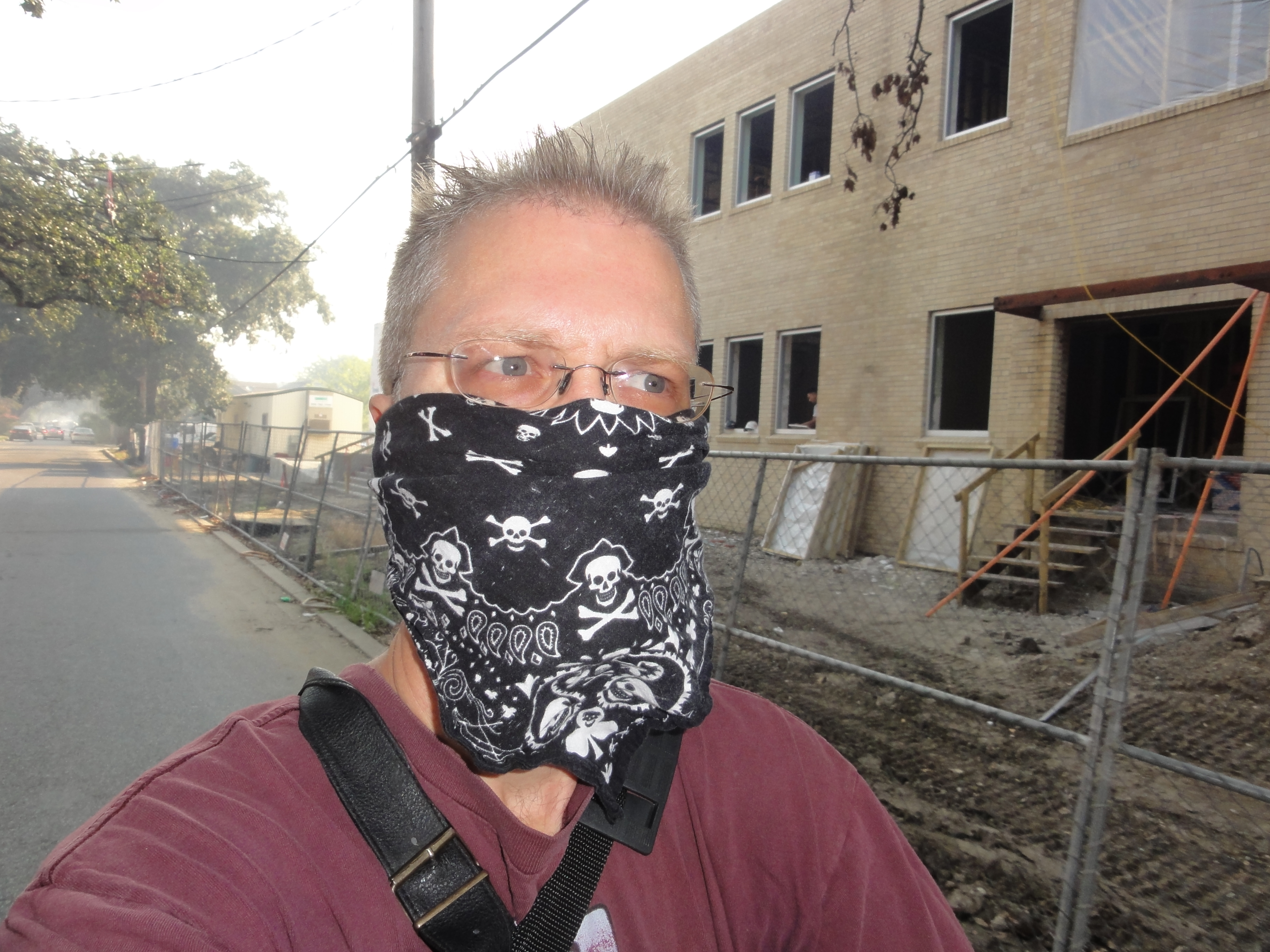
Man som döljer sitt ansikte med en snusnäsduk.